# Pallamano Conversano 2020-2021

## Rosa

### Giocatori
| N° | Naz.                            | Ruolo | Sportivo                      | Anno | Alt. | Peso |
| -- | ------------------------------- | ----- | ----------------------------- | ---- | ---- | ---- |
| 1  | Italia (bandiera)               | P     | Pasquale Di Caro              | 2000 | 185  | 85   |
| 12 | Italia (bandiera)               | P     | Pasqualino Di Giandomenico    | 1994 | 192  | 104  |
| 16 | Italia (bandiera)               | P     | Francesco Pierpaolo Scarcelli | 2005 | 189  | 80   |
| 3  | Italia (bandiera)               | A     | Cosimo Carone                 | 1997 | 174  | 74   |
| 6  | Italia (bandiera)               | PV    | Gianpaolo Sciorsci            | 2000 | 194  | 90   |
| 8  | Italia (bandiera)               | PV    | Umberto Giannoccaro           | 1988 | 189  | 110  |
| 10 | Italia (bandiera)               | C     | Ignazio Degiorgio             | 1999 | 183  | 78   |
| 11 | Italia (bandiera)               | A     | Ass Diop Faty                 | 2001 | 192  | 78   |
| 13 | Italia (bandiera)               | A     | Vito Carso                    | 1989 | 170  | 70   |
| 17 | Svezia (bandiera)               | T     | Jacob Leif Nelson             | 1988 | 190  | 87   |
| 18 | Italia (bandiera)               | C     | Roberto Bucco                 | 2002 | 180  | 84   |
| 23 | Argentina (bandiera)            | A     | Gian Valentino Rossetto       | 1996 | 180  | 77   |
| 24 | Italia (bandiera)               | A     | Angelo Laviola                | 1995 | 175  | 75   |
| 26 | Italia (bandiera)               | A     | Demis Radovčić                | 1988 | 182  | 85   |
| 27 | Italia (bandiera)               | T     | Giovanni Rosso                | 1989 | 189  | 94   |
| 33 | Italia (bandiera)               | T     | Jacopo Lupo                   | 1995 | 190  | 98   |
| 39 | Bosnia ed Erzegovina (bandiera) | T     | Arnad Hamzić                  | 1993 | 195  | 92   |

### Staff Tecnico-Medico
- Allenatore:  Alessandro Tarafino
- Vice Allenatore:  Giuseppe Fanelli
- Allenatore Portieri:  Leonardo Lopasso
- Preparatore Atletico:  Patrizio Pacifico
- Fisioterapista:  Michele Angelo Renna